# Acid2
Acid2 è un test progettato dal Web Standards Project per identificare problemi di rendering in un browser. È una versione aggiornata del test Acid1 del 1997.
Acid2 utilizza alcune caratteristiche di HTML e soprattutto fa largo uso di CSS. Lo scopo di tutto ciò è di evidenziare i problemi dei vari browser che non visualizzano il test correttamente. Il test Acid2 dovrebbe essere visualizzato correttamente su tutti i browser che seguono correttamente le specifiche W3C HTML e CSS 2.0. Ogni browser che non supporta correttamente o completamente tutte le caratteristiche di cui fa uso Acid2, non visualizzerà correttamente la pagina.

## Conformità dei browser
Se elaborato correttamente, Acid2 appare come uno smiley nel browser dell'utente, con il naso che si colora di blu al passaggio del mouse. Al momento del rilascio del test, nessun browser era in grado di visualizzarlo correttamente, ma ora un certo numero di browser sono in grado di farlo elaborando correttamente la pagina.
Il primo browser, in sviluppo, che superò il test fu Safari (27/04/2005), successivamente Opera (10/03/2006), Firefox (08/12/2006) e infine Internet Explorer.

### Browser conformi
Internet Explorer 8 è la prima versione di Internet Explorer a superare il test. La notizia venne comunicata per la prima volta il 19 dicembre 2007, quando la versione era ancora in sviluppo.
Inizialmente, anche se il sito di Web Standards Project certificava che iCab era in grado di superare il test Acid2, questi visualizzava la pagina con una piccola imperfezione: inseriva una barra di scorrimento nell'immagine (e il test per essere superato con successo non doveva visualizzarne). Questo bug è stato corretto a partire dalla versione 3.0.3.
Anche Konqueror soffriva dello stesso problema in origine, ma il bug è stato corretto a partire dalla versione 3.5.2.
Il browser di Google, Google Chrome, (che è basato sul framework WebKit) è in grado di superare il test.
Il nuovo browser integrato ufficialmente in KDE 4.5, rekonq supera senza problemi il test.

## Condizioni per il superamento

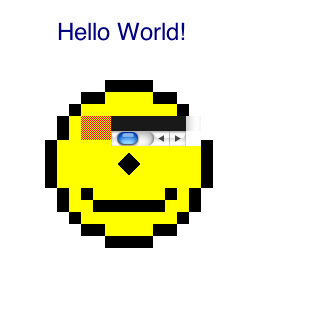
Una visualizzazione del test Acid2 su una vecchia versione di Safari di Apple Inc. del 2007.

Il test è stato progettato in modo da essere valido solo con le impostazioni di default del browser. Il cambiamento della grandezza dei font, lo zoom, l'applicazione di fogli di stile utente possono rovinare la visualizzazione dei test. Questo è un caso atteso e non è rilevante per la conformità del browser.